# Омск
Омск (рус. Омск) је град у Русији у југозападном Сибиру и административни је центар Омске области. Други је град по величини у азијском делу Русије. Његова удаљеност од Москве је 2.700 km. Током постојања царске Русије, град је био седиште генерал-губернатора Западног Сибира, а касније генерал-губернатора Степа. За време Октобарске револуције (1918–1919), град је био проглашен за престоницу Русије, и ту се чувало царско благо. Према попису становништва из 2010. у граду је живео 1.153.971 становник.
[[File:Омск, у. Энтузиастов.jpg|Omsk]]

## Географија
Град се налази на обали реке Иртиш. Поред њега пролази Транссибирска железница. Он такође представља место где се укрштају путеви у средишњем делу Руске Федерације. Омск има и аеродром (рус. аэропорт Центральный) на коме се одвија велики број домаћих и међународних летова. Тако ова ваздушна лука представља битну станицу авионима на путу ка Сибиру и Далеком истоку.
Захваљујући реци Иртиш град је повезан са Казахстаном одакле се бродовима допрема руда и минерали, као и нафта.

### Клима
| Клима Омска                 | Клима Омска   | Клима Омска   | Клима Омска | Клима Омска   | Клима Омска  | Клима Омска  | Клима Омска  | Клима Омска  | Клима Омска | Клима Омска   | Клима Омска   | Клима Омска   | Клима Омска   |
| Показатељ \ Месец           | .Јан.         | .Феб.         | .Мар.       | .Апр.         | .Мај.        | .Јун.        | .Јул.        | .Авг.        | .Сеп.       | .Окт.         | .Нов.         | .Дец.         | .Год.         |
| --------------------------- | ------------- | ------------- | ----------- | ------------- | ------------ | ------------ | ------------ | ------------ | ----------- | ------------- | ------------- | ------------- | ------------- |
| Апсолутни максимум, °C (°F) | 4,2 (39,6)    | 3,6 (38,5)    | 14,1 (57,4) | 31,3 (88,3)   | 35,5 (95,9)  | 40,1 (104,2) | 40,4 (104,7) | 38,0 (100,4) | 32,9 (91,2) | 27,4 (81,3)   | 16,1 (61)     | 4,5 (40,1)    | 40,4 (104,7)  |
| Средњи максимум, °C (°F)    | −12,6 (9,3)   | −11,1 (12)    | −3,5 (25,7) | 9,0 (48,2)    | 18,4 (65,1)  | 24,0 (75,2)  | 25,4 (77,7)  | 22,2 (72)    | 15,8 (60,4) | 7,3 (45,1)    | −4,3 (24,3)   | −9,6 (14,7)   | 6,8 (44,2)    |
| Просек, °C (°F)             | −16,9 (1,6)   | −15,8 (3,6)   | −8,3 (17,1) | 3,7 (38,7)    | 11,9 (53,4)  | 17,9 (64,2)  | 19,6 (67,3)  | 16,4 (61,5)  | 10,3 (50,5) | 2,8 (37)      | −7,9 (17,8)   | −13,7 (7,3)   | 1,7 (35,1)    |
| Средњи минимум, °C (°F)     | −21,2 (−6,2)  | −20,2 (−4,4)  | −13,3 (8,1) | −0,9 (30,4)   | 5,8 (42,4)   | 11,8 (53,2)  | 14,0 (57,2)  | 11,2 (52,2)  | 5,5 (41,9)  | −1,0 (30,2)   | −11,4 (11,5)  | −17,9 (−0,2)  | −3,1 (26,4)   |
| Апсолутни минимум, °C (°F)  | −45,1 (−49,2) | −45,5 (−49,9) | −41,1 (−42) | −25,5 (−13,9) | −11,2 (11,8) | −3,1 (26,4)  | 2,1 (35,8)   | −1,7 (28,9)  | −7,6 (18,3) | −28,1 (−18,6) | −41,2 (−42,2) | −44,7 (−48,5) | −45,5 (−49,9) |
| Количина падавина, mm (in)  | 24 (9,4)      | 16 (6,3)      | 14 (5,5)    | 21 (8,3)      | 35 (13,8)    | 50 (19,7)    | 60 (23,6)    | 56 (22)      | 36 (14,2)   | 31 (12,2)     | 30 (11,8)     | 27 (10,6)     | 400 (157,5)   |
| Извор: Погода и климат      |               |               |             |               |              |              |              |              |             |               |               |               |               |

## Историја

### Од настанка до 1919. године
Прва дрвена тврђава под називом Омск је изграђена 1716. године како би заштитила руске границе које су се шириле. Опасност је претила од киргиских номада из степа. У касном XVIII веку подигнута су утврђења од цигле. Неке од капија још увек постоје (Тоболска и капија Тара). Поред ових знаменитости очуване су и немачка лутеранска црква, оружарница, војни затвор и командантова кућа.
У XIX и почетком XX века Омск је био административни центар Западног Сибира и Степа (Казахстана). Тада су изграђени и верски објекти: цркве, катедрале, синагоге али и војна академија, губернаторово имање. Како су се границе царства шириле тако је Омск изгубио на војном и одбрамбеном значају. Град је полако почео да стагнира. средином деветнаестог века овде је живео и стварао руски писац Ф. М. Достојевски.
Нови развој града је почео изградњом Транссибирке железнице 1890-их година, када су трговци преплавили град. Многе трговачке компаније су отвориле своја представништва овде а тиме је настао и један модеран дистрикт града. Странци попут Британаца, Немаца, Холанђана су овде отварали своје конзулате како би успели да задрже своје комерцијалне интересе. Врхунац је достигнут изградњом објеката за сибирски сајам пољопривреде и индустрије 1910. године.
Убрзо након револуције 1917, беле промонархистичке снаге су заузеле град. Овде је 1918. године успостављена привремена влада Русије предвођена адмиралом и војним херојем Александром Колчаком. Град је проглашен за престоницу царске Русије и ту је у централној банци било држано царско благо. Омск се показао као најјаче средиште Западног Сибира. Међутим нешто пре заузимања града од стране бољшевика 1919, Колчак је заједно са владом и благом отишао ка истоку у Иркутск у познатом великом сибирском леденом походу.
Као двадесетпетогодишњи ратни заробљеник, у Омску је 1917. боравио и Јосип Броз Тито. Ту је упознао и своју прву жену, тада тринаестогодишњу Пелагију Белоусову. Наредне године (1918) имали су свадбу у Православном обреду.

### Време СССР
Совјетској влади се више свиђало да млађи град Новониколајевск, данас Новосибирск, буде центар Западног Сибира. Тако су из Омска исељене административне, културне и образовне установе. Ово је довело до опадања моћи и броја становништва града као и повећања ривалитета са Новосибирском које траје и до данашњих дана. Омск опет јача за време Другог светског рата када је велики део индустрије премештен овде због тога што је Москва била у опасности. Једно време се чак размишљало да постане и престоница. Међутим ово је имало и негативне ефекте по град. Велики део војске је остао у граду до почетка деведесетих, а то је аутоматски значило изолованост града и немогућност доласка странца. Након распада СССР војска је исто почела да пропада тако да је то довело до велике незапослености.
Индустрија која је овде пресељена састојала се из дизајнерског бироа за израду ОКМО тенкова (1941), и Кировљеве фабрике која је премештена из Чељабинска 1962. Фабрика Киров и Омск Трансмаш су производили тенкове током друге половине двадесетог века. Омск Трансмаш је банкротирао 2002. године.
Педесетих година, са развојем експлоатисања нафте и природног гаса у Сибиру изграђена је и рафинерија нафте заједно са „градом за раднике“. Тако се Омск проширио према северу ка реци Иртиш. Овај комплекс је највећи у Русији и трећи по величини у Европи. Власник рафинерије је компанија Газпром Њефт, тренутно највећи послодавац у граду.

## Срби у Омску
Живео је у другој половини 19. века у том сибирском граду, Србин Шајкаш родом из Госпођинаца, Атанасије Јечинац. Био је он царски аустријски па затим и руски официр са службом у "Сибирији". У Омску је у чину потпуковника предавао на тамошњој Војној академији. Одатле је пратио догађаје у српству и сарађивао са новосадским листом "Застава". За деонице радикалског друштва "Братство" дао је 60 ф. учешћа 1897. године.
Током Првог светског рата, 1918. године боравио је у граду српски добровољачки одред, под командом Влада Воскара. Ту је 1930. године остало још око 2000 Словенаца, Хрвата и Срба који су били ратни заробљеници.

## Становништво
Према прелиминарним подацима са пописа, у граду је 2010. живео 1.153.971 становник, 19.955 (1,76%) више него 2002.
| 1939.   | 1959.   | 1970.   | 1979.     | 1989.     | 2002.     | 2010.     |
| ------- | ------- | ------- | --------- | --------- | --------- | --------- |
| 288.855 | 581.108 | 821.151 | 1.014.246 | 1.148.418 | 1.134,016 | 1.154.116 |

## Партнерски градови
- Павлодар
- Петропавловск
- Лођ
- Лублин
- Гдањск
- Симферопољ
- Кајфенг
- Пухов
- Карлове Вари
- Jinju
- Милвоки
- Ангарск
- Анталија
- Братск
- Брјанск
- Бургас
- Фуџоу
- Гомељ
- Горно-Алтајск
- Калињинград
- Краснојарск
- Минск
- Новосибирск
- Пенза
- Ставропољ
- Чељабинск
- Улан Уде

## Галерија
- Пожарни торањ, симбол града
- Капија Тара
- Иртиш у Омску
- Железничка станица